# Karel Melis
Petrus Carolus (Karel, Charles) Melis (Lier, 29 augustus 1893 - Berchem, 10 januari 1982) was een Belgische atleet, die gespecialiseerd was in de lange afstand. Hij nam eenmaal deel aan de Olympische Spelen.

## Biografie
Melis begon in 1911 met atletiek. Hij was vooral actief in het veldlopen en de lange afstand. Hij werd in 1920 tweede in de marathon der Vlaanders. Dat leverde hem een selectie op voor de Olympische Spelen in Antwerpen. Hij werd 27e in de marathon. Nadien werd Melis beroepsloper.
Melis was aangesloten bij Racing Club Borgerhout, Scaldis Athletic Club, Scaldis Sporting Club, Antwerp Athletic Club en Berchem Sport.

## Palmares

### marathon
- 1920: 2e Marathon der Vlaanders Aalst - Gent (32 km) - 2:11
- 1920: 27e OS in Antwerpen - 3:00.51

### 10 km
- 1921:  te Wilrijk - 32.12,2